# ¡Que vivan los muertos!
¡Que vivan los muertos! é um filme de drama mexicano dirigido por Joaquín Bissner, produzido por Roberto Gómez Bolaños e escrito por Ricardo Talesnik. Lançado em 1998, foi protagonizado por Mauricio Herrera, Margarita Isabel e Luis de Icaza.

## Elenco
- Mauricio Herrera
- Margarita Isabel
- Luis de Icaza
- María de Souza
- Irán Castillo
- Mario Casillas
- Alejandra Herrera
- Susana González
- Jorge Ortín
- Alma Delia Quiroz
- Carlos Espejel
- Sergio Jurado
- Gloria Izaguirre